# Lilla Skepptjärnen, Dalarna
Lilla Skepptjärnen är en sjö i Falu kommun i Dalarna och ingår i Dalälvens huvudavrinningsområde.